# Raimondo Nonato De Azevedo
Raimundo Nonato de Azevedo ist ein ehemaliger brasilianischer Basketballtrainer.

## Laufbahn
Nonato de Azevedo war in seiner brasilianischen Heimat als Sportlehrer in Schulen und Vereinen tätig, zudem trainierte er Basketballvereins- sowie Auswahlmannschaften (unter anderem des Basketballverbandes des Bundesstaates Rio de Janeiro).
Anfang der 1970er Jahre kam er nach West-Berlin und setzte dort an der Freien Universität sein Sportstudium fort. In dieser Zeit war er als Basketballtrainer auch für den Berliner SV 1892 tätig und von 1975 bis 1977 erster Landestrainer des Berliner Basketball Verbandes.
Im Jahr 1976 hatte er auf Honorarbasis beim Deutschen Basketball Bund das Amt des Bundestrainers der Herrennationalmannschaft inne.
Nonato de Azevedo kehrte dann nach Brasilien zurück und war bis Anfang der 1980er Jahre erneut als Trainer verschiedener Basketballvereins- und auswahlmannschaften aktiv. Von 1981 bis 1983 arbeitete er in Katar als Athletiktrainer der Fußballmannschaft des Al Arabi Sports Club, 1984 und 1985 hatte er diesen Posten beim Fußballverband Katars sowie 1987/88 beim Al Wahda Sports Club in den Vereinigten Arabischen Emiraten inne.
Er verfasste zahlreiche Schriften zur Trainingslehre und arbeitete in seinem Heimatland Brasilien unter anderem an der Iguaçú-Universität, an der Universidade do Estado do Rio de Janeiro sowie an der Centro Universitário da Cidade in Rio de Janeiro.